# Broadsheet
Broadsheet er et populært avisformat karakteriseret ved lange, vertikale sider (på typisk 22 tommer eller længere).
Den først broadsheet-avis var den hollandske Courante uyt Italien, Duytslandt, &c. udgivet i 1618.
Broadsheet-aviser opfattes generelt som værende mere seriøse i indhold end deres modparter i tabloidformatet. De udnytter deres større størrelse til at gå mere i dybden, mens de bringer mindre sensations- og kendisstof. Det er dog blot en generalisering, og flere seriøse aviser som britiske The Independent (2003) og i Danmark Information og Berlingske Tidende er gået over til tabloid. Skiftet er bl.a. sket for at imødekomme pendlere, der foretrækker aviser, som er nemmere at håndtere i den offentlige transport.
Flere broadsheet-aviser, som danske Politiken, indeholder også sektioner i mindre formater, ligesom Berlingske Tidende stadig trykker sin boligsektion om søndagen i broadsheet.
Et andet, kendt avisformat er berliner-formatet.

## Eksempler på broadsheet-aviser

### Argentina
- La Nación, landets eneste broadsheet-avis.

### Australien
- The Age, Melbourne (et planlagt skift fra broadsheet annonceredes 26. april 2007).[1]
- The Australian, en national avis.
- The Canberra Times.
- The Sydney Morning Herald, Sydney (et planlagt skift fra broadsheet annonceredes 26. april 2007).[1]
- Sunraysia Daily.

### Brasilien
Næsten alle brasilianske aviser er i broadsheet, deriblandt større udgivelser som:
- O Globo, Rio de Janeiro.
- Jornal do Brasil, Rio de Janeiro (siden 16. april 2006 kun for abonnenter, da løssalgsudgaven skiftede til Berliner).
- Folha de S. Paulo, São Paulo.
- O Estado de São Paulo, São Paulo.

### Canada
- The Globe and Mail.
- The National Post.
- The Toronto Star.
- The Gazette, Montreal.
- La Presse, Montreal.
- Le Devoir, Montreal.
- The Ottawa Citizen, Ottawa.
- Winnipeg Free Press, Winnipeg.
- Halifax Chronicle-Herald.
- The Telegram, St. John's.
- The Edmonton Journal, Edmonton.
- The Calgary Herald, Calgary.
- The Vancouver Sun, Vancouver.

### Chile
- El Mercurio.

### Danmark
- Weekendavisen.
- Politiken.
- Kristeligt Dagblad.
- Dagbladet Ringsted/Køge/Roskilde.
- Frederiksborg Amts Avis.
- Skive Folkeblad.

### Den Dominikanske Republik
- Listín Diario.
- Hoy.
- La Información, Santiago de los Caballeros.

### Filippinerne
- Philippine Daily Inquirer.
- The Philippine Star.
- Manila Bulletin.
- The Manila Times.
- The Daily Tribune.

### Finland
- Helsingin Sanomat.
- Aamulehti.
- Turun Sanomat.
- Kaleva.

### Grækenland
- Kathimerini.

### Holland
- de Volkskrant.
- NRC Handelsblad.

### Indien
- The DNA.
- Deccan Herald.
- The Hindu.
- The Hindustan Times.
- The Indian Express.
- The Statesman.
- The Telegraph.
- The Times of India.

Næsten alle større aviser i Indien er i broadsheet. Tabloidaviser findes mest i små lokale eller landlige aviser.

### Irland
- The Irish Times.
- The Irish Examiner.
- The Irish Independent.

### Israel
- Haaretz.
- The Jerusalem Post.

### Italien
- La Stampa, Turin.
- Corriere della Sera, Milan.

### New Zealand
- The New Zealand Herald, Auckland.

- The Waikato Times, Hamilton.

- The Dominion Post, Wellington.

- The Press, Christchurch.

- The Otago Daily Times, Dunedin.

### Pakistan
- The News International.
- Daily Mail, Pakistan.
- Dawn (newspaper).
- The Star, Pakistan.

### Peru
- El Comercio, Lima.

### Polen
- Gazeta Wyborcza.
- Rzeczpospolita (newspaper).
- Trybuna Ludu.
- Dziennik.

### Portugal
- Expresso, Lissabon.

### Rusland
- Izvestia.

### Spanien
- El País.
- El Mundo.

### Storbritannien
- Financial Times.
- The Daily Telegraph (The Sunday Telegraph).
- The Herald.
- The Press and Journal.
- The Sunday Times.

### Tyskland
- Die Zeit.
- Die Welt.
- Süddeutsche Zeitung.
- Frankfurter Allgemeine Zeitung.

### USA
Næsten alle større amerikanske aviser er i broadsheet, eksempelvis: 
- The Boston Globe.
- The Chicago Tribune.
- Los Angeles Times.
- The New York Times.
- The Philadelphia Inquirer.
- St. Louis Post-Dispatch.
- USA Today.
- The Wall Street Journal.
- The Washington Post.
- The Kansas City Star.
- The Minneapolis Star Tribune.